# Rosenberg (fränkisches Adelsgeschlecht)

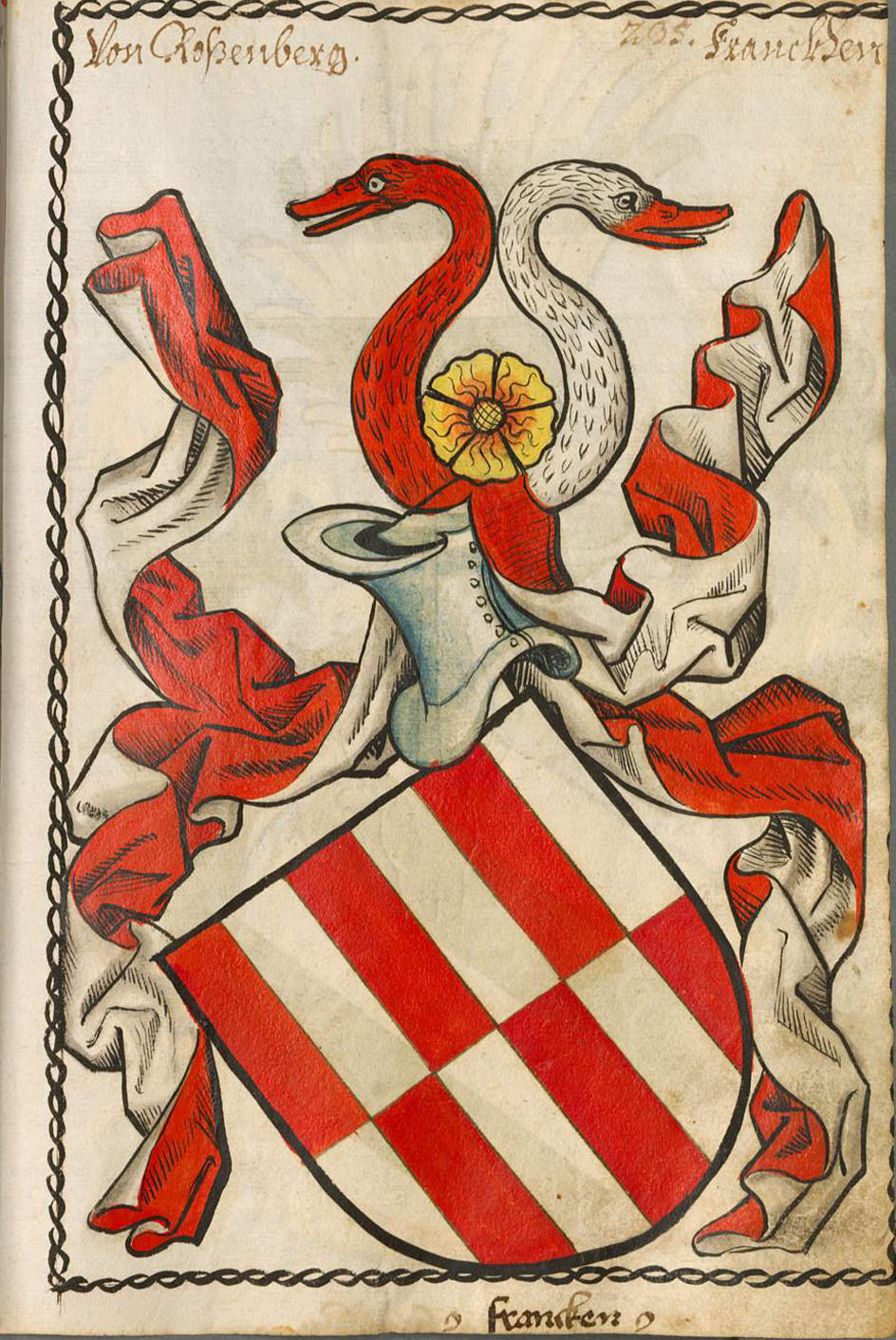
Wappen derer von Rosenberg im Scheiblers Wappenbuch

Die Familie von Rosenberg war ein fränkisch-schwäbisches Adelsgeschlecht.
Es war nicht verwandt mit dem gleichnamigen böhmischen Adelsgeschlecht Rosenberg, des Weiteren nicht verwandt mit denen von Rosenberg (und Rosarius von Rosenberg) sowie der 1915 nobilitierten Familie von Rosenberg.

## Geschichte
Die Familie von Rosenberg soll aus der Familie von Uissigheim hervorgegangen sein, Ministeriale gleichnamiger Edelfreier auf der Burg Uissigheim, die dasselbe Wappen führte. Seit 1285 sind sie in Rosenberg beurkundet und nannten sich nach der deutlich älteren Ortschaft um. Neben Burg und Ort hatten sie Lehen von Würzburg und Wertheim inne.
Für den Mainzer Erzbischof Balduin war Eberhard II. als Vogt auch in diplomatischen Angelegenheiten unterwegs. Bei der Wahl des Würzburger Bischofs 1333 war er anwesend und setzte sich für den von Kaiser Ludwig dem Bayern favorisierten Kandidaten Hermann II. Hummel von Lichtenberg ein. Unter Heinrich III. von Virneburg war er Mitglied einer vormundschaftlichen Regierung über das Mainzer Hochstift. Anschließend ging der Einfluss der Familie im Bistum Mainz zurück, dagegen nahmen sie in der Kurpfalz wichtige Positionen ein. Konrad IV. war Viztum von Amberg und Heidelberg.
Zu ihren Erwerbungen zählten Teile von Niederstetten, Waldmannshofen, Essingen, Schüpf und Boxberg. Von den Edelfreien von Boxberg waren Schüpf und Boxberg an den Johanniterorden gelangt, der sich aufgrund drückender Schulden zum Verkauf gezwungen sah. Die hohe Kaufsumme brachten die Rosenberger mit Unterstützung der Kurpfalz und offenbar auch Würzburg auf. Als Teil der fränkischen reichsfreien Ritterschaft war die Familie im Ritterkanton Odenwald organisiert.
Im Jahr 1419 kauft Kunz von Rosenberg zu Röttingen für 5500 rheinische Gulden die Zent Bartenstein. Dazu gehören: ein Teil des Schlosses zu Bartenstein, die Burg zu Riedbach das halbe Dorf Riedbach, den Zehnten zu Schweigern, Stuppach, Dörtel, Ermershausen, Hirschbronn, Reckertsfelden, Leopoldsweiler und zu Hornungshof, sowie die Dörfer Herren-/Wildentierbach, Wittenweiler, Raboldshausen, Heuchlingen, Zell, Leopoldsweiler, Stuppach, Adolzhausen, Ganertshausen, Ettenhausen, Hirschbronn und  Kottmansweiler. Um 1440 übernehmen Kraft und Albrecht von Hohenlohe die oben genannten Besitzungen. Kunz von Rosenberg zu Bartenstein gehörte ein Viertel von Boxberg, sein Vetter Arnold von Rosenberg war mit Christina von Handschuhsheim (bei Heidelberg) verheiratet.

Die Zerstörung der Burg Boxberg 1523 (Holzschnitt von Hans Wandereisen)

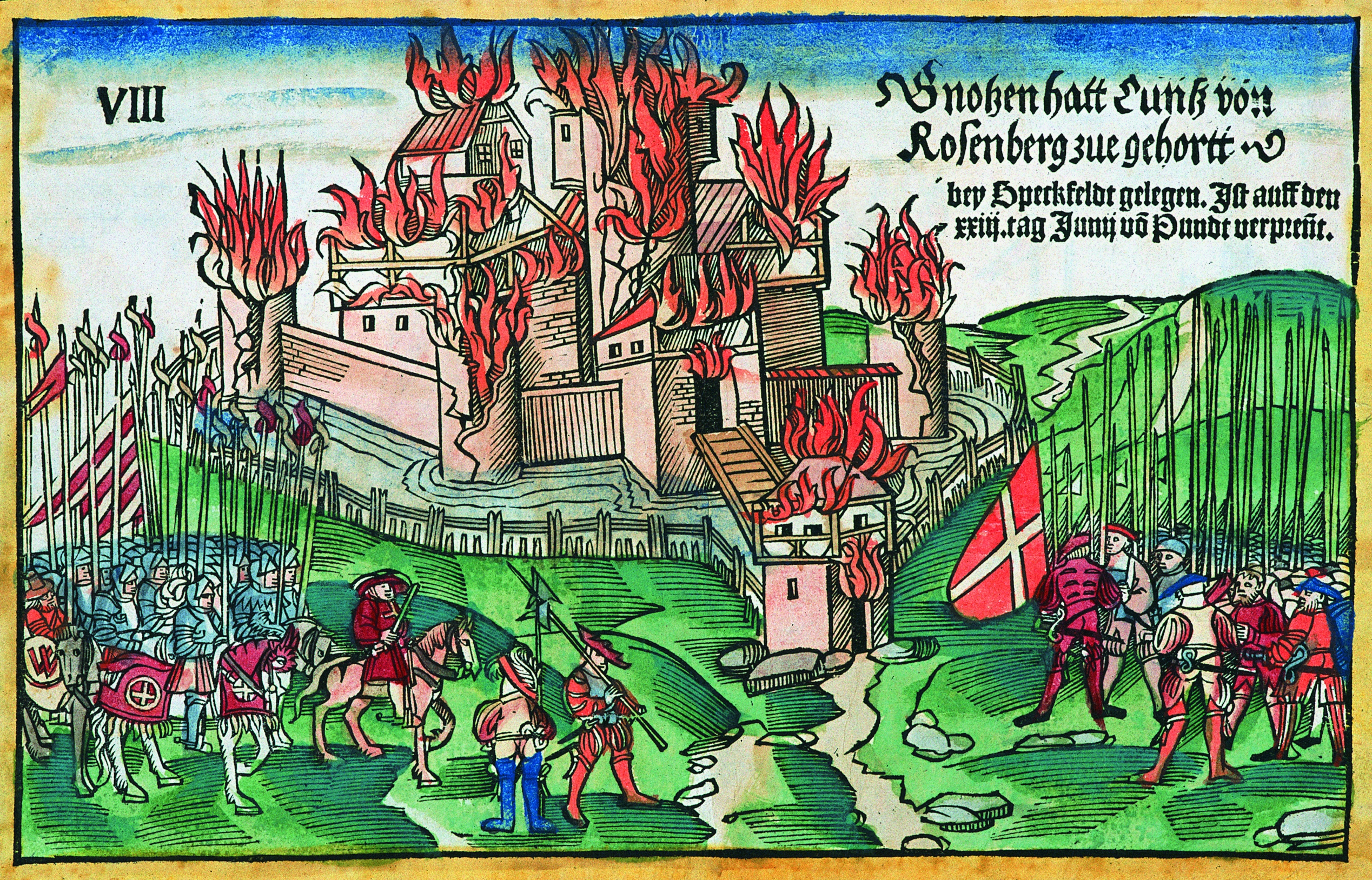
Die Zerstörung der Burg Gnötzheim 1523, von Hans Wandereisen

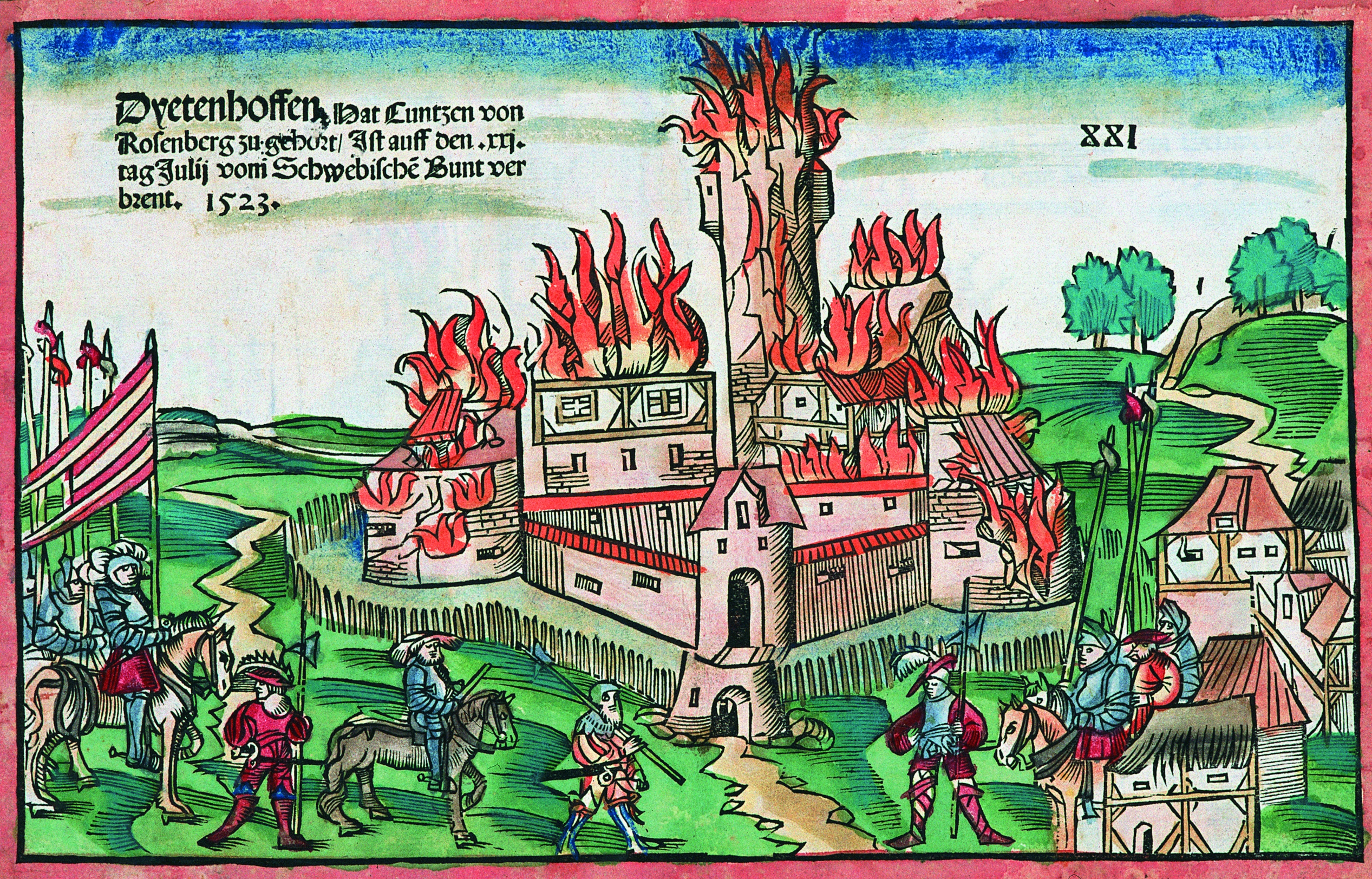
Die Zerstörung der Wasserburg Dietenhofen 1523, von Hans Wandereisen

Am 23. Januar 1470 schlossen sich Mainz, Würzburg und die Kurpfalz zu einem Bündnis gegen die Rosenberger zusammen. Mit einer Streitmacht von 200 Fußknechten und 300 Reitern gingen sie gegen Burg Boxberg mit einer Besatzung von 120 Mann, die mit Büchsen bewaffnet waren, vor. Anlass gab der Vorwurf des Raubrittertums, sicher spielten aber auch die territorialen Interessen eine große Rolle. Georg II. konnte mit Verhandlungsgeschick die Folgen der Niederlage abfangen. 1486 zog er gegen den Würzburger Bischof Rudolf II. von Scherenberg in Fehde, den er für den Hauptverantwortlichen der Bedrängnis hielt.
Als Helfer des Hans Thomas von Absberg und durch ihre eigene Rosenberger Fehde gerieten die Rosenberger 1523 im Fränkischen Krieg erneut unter Druck, diesmal durch den Schwäbischen Bund. Er rückte mit einem übermächtigen Heer an, um dem Raubrittertum Einhalt zu gebieten, und zerstörte mehrere Burgen der Rosenberger. Die Wandereisen-Holzschnitte von 1523 schildern den Zug des Bundes, der die Rosenberger Burg Boxberg, die Stadt Aub, Burg Waldmannshofen, Burg Gnötzheim und die Wasserburg Dietenhofen bekämpfte. Die Boxberger Linie der Rosenberger erlosch 1542 mit Hans Ulrich.
Unter Ritter Albrecht gelang es aufgrund einer systematischen Ansammlung von Rechten und einer Vereinigung verschiedener Lehen in einer Hand, eine annähernd geschlossene Herrschaft aufzubauen, der sich im Zuge der Reformation auch kirchliche Rechte einfügten. Es handelt sich um Lehen von Mainz, der Pfalz, Würzburg, Hohenlohe, Wertheim und Limpurg. Als Beteiligter an den Grumbachschen Händeln wurde Albrecht 1566 auf dem Augsburger Reichstag festgenommen und starb 1572 in der Haft in Wien. Mit dem Tode Albrechts, der selbst keine Nachkommen hatte, zerfiel auch die Herrschaft wieder.
Der im Detail kritisch zu betrachtende Genealoge Johann Gottfried Biedermann beschreibt auf mehreren Stammtafeln die Familienzusammenhänge des Geschlechtes. Er unterscheidet eine erste und zweite Hauptlinie und unterteilt letztere in Linien zu Gnötzheim, Uttenhofen, Rosenberg und Haltenbergstetten. Mehrere Personen standen Ende des 15. Jahrhunderts als Räte, Amtmänner von Uffenheim und in weiteren Positionen im Dienste des Fürstentums Ansbach. Nach Biedermann war der letzte Namensträger des Geschlechtes Albrecht Christoph von Rosenberg, der mit dem Todesjahr 1619 seine früh verstorbenen Söhne überlebte. Er war u. a. Hauptmann des Ritterkantons Odenwald.
Grabmäler der Rosenberger finden sich in Aub, in der Johanniterkirche von Wölchingen (auch als "Dom des badischen Frankenlandes" bezeichnet) in Waldmannshofen und in Gnötzheim. Dort sind heute noch zahlreiche Epitaphen mit Ritterplastiken, Darstellungen von Eheleuten und Frauen in Ordenstrachten zu sehen.

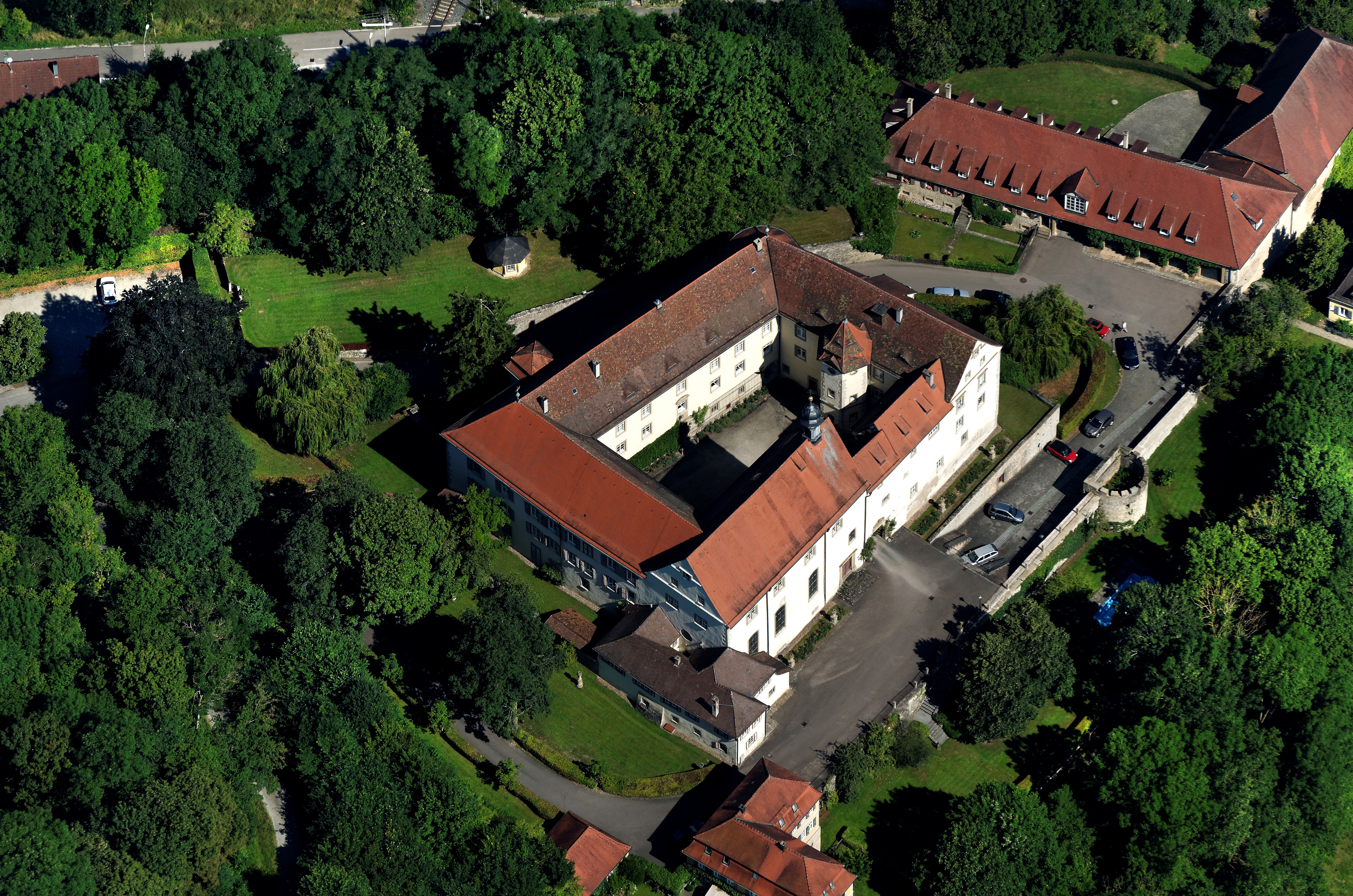
Schloss Haltenbergstetten in Niederstetten
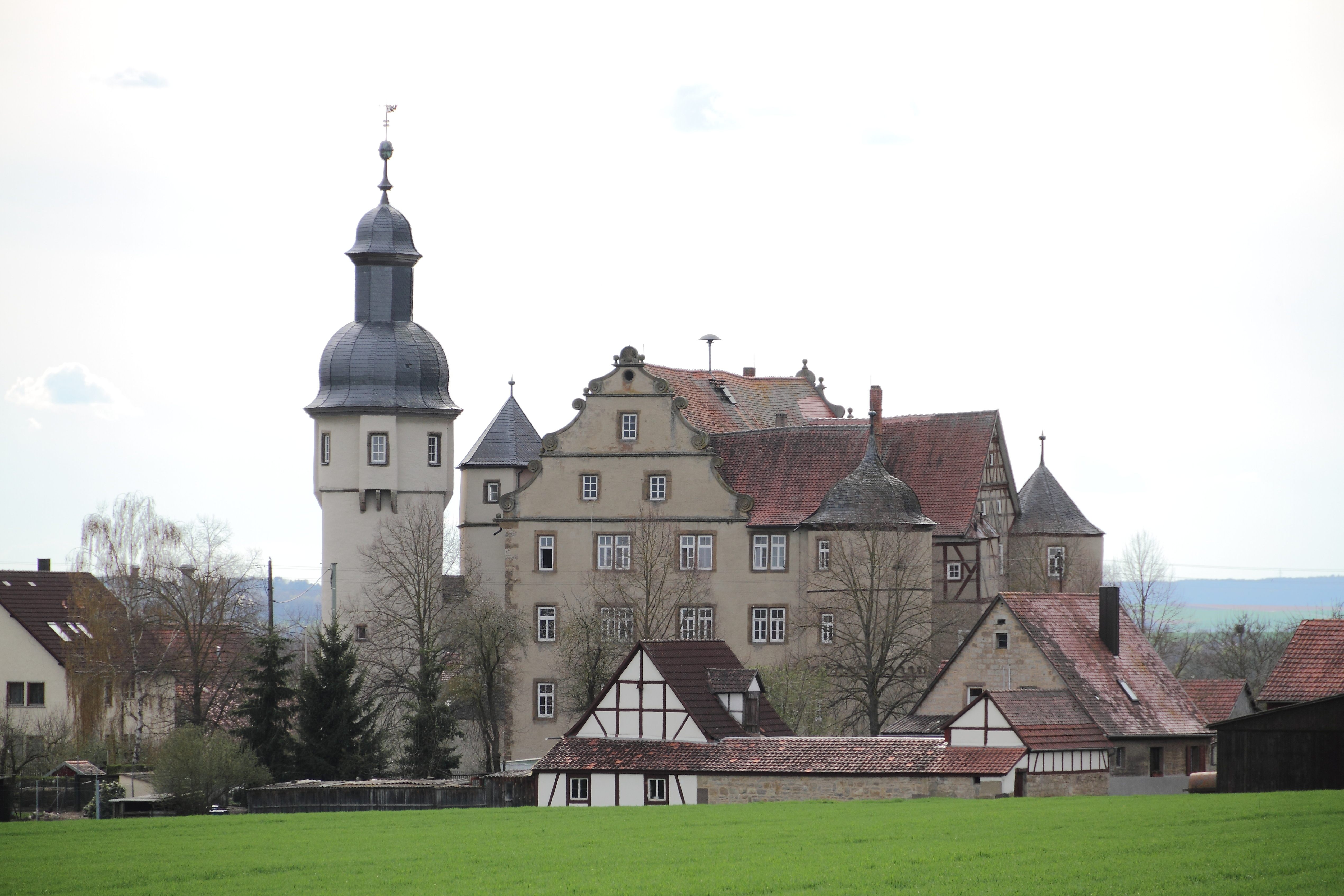
Schloss Waldmannshofen
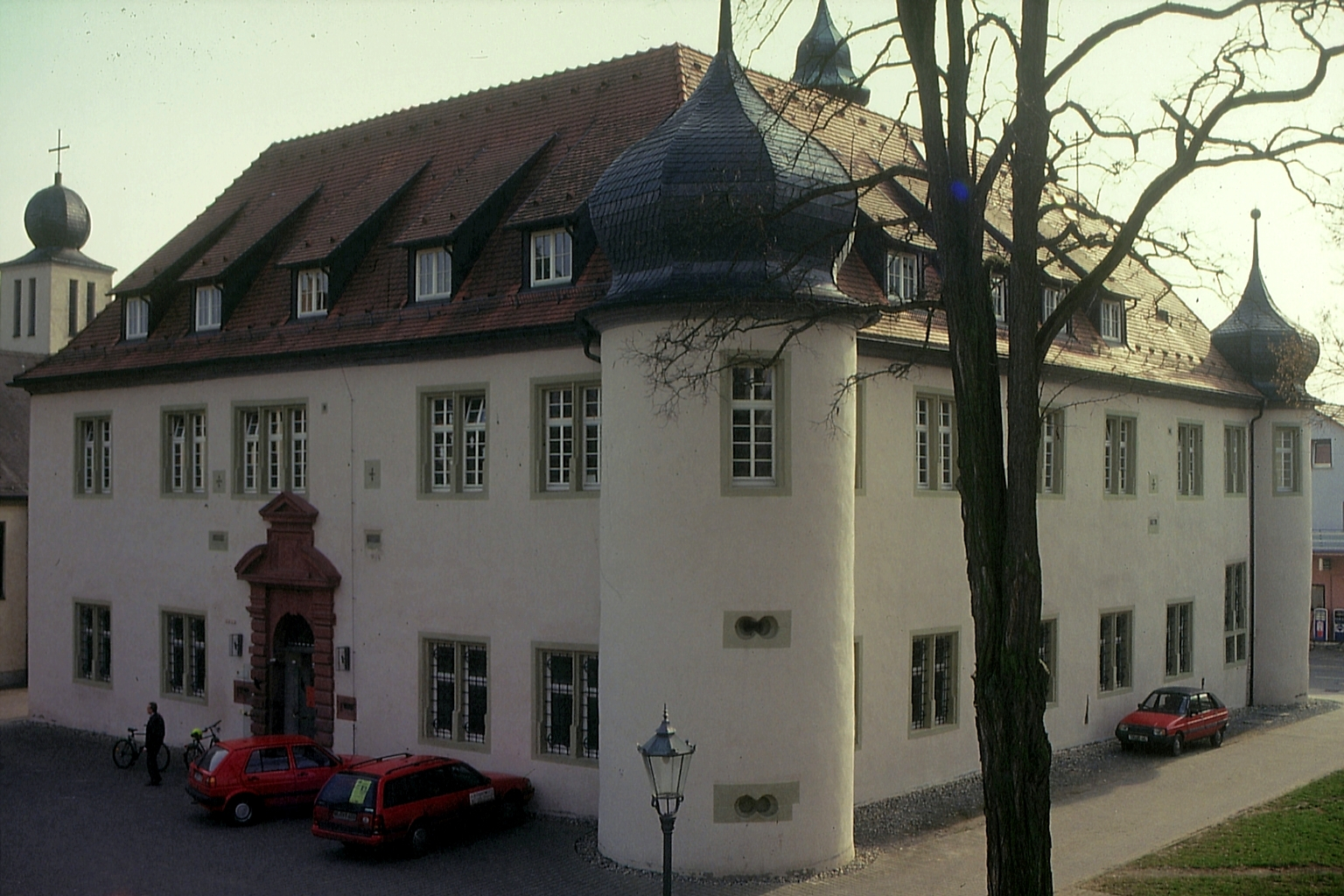
Schloss Unterschüpf
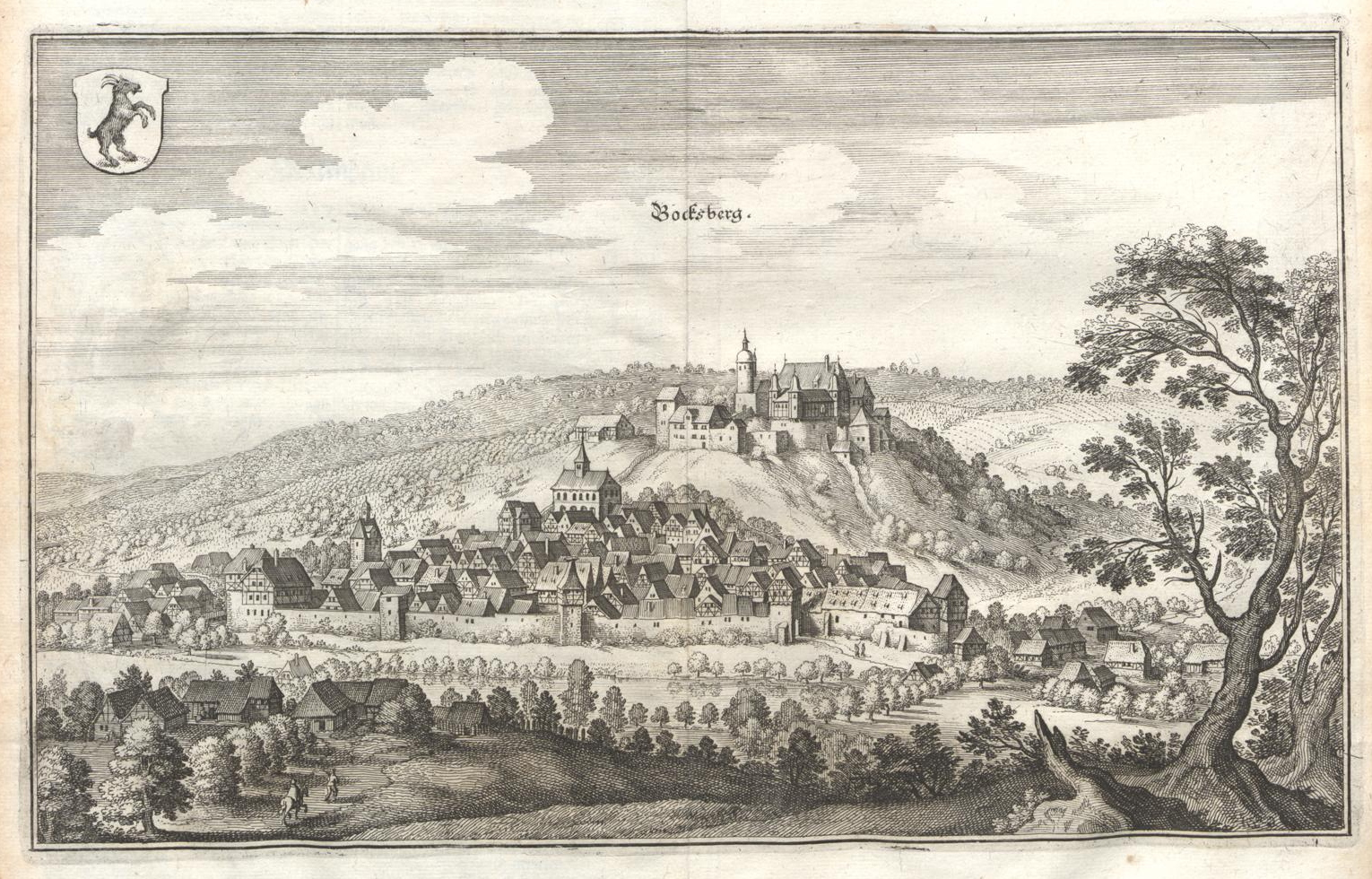
Burg Boxberg um 1645

## Persönlichkeiten
- Philipp von Rosenberg († 1513), Fürstbischof von Speyer (1504–1513)
- Albrecht von Rosenberg († 1572), Reichsritter, Bilder einer geschlossenen Herrschaft

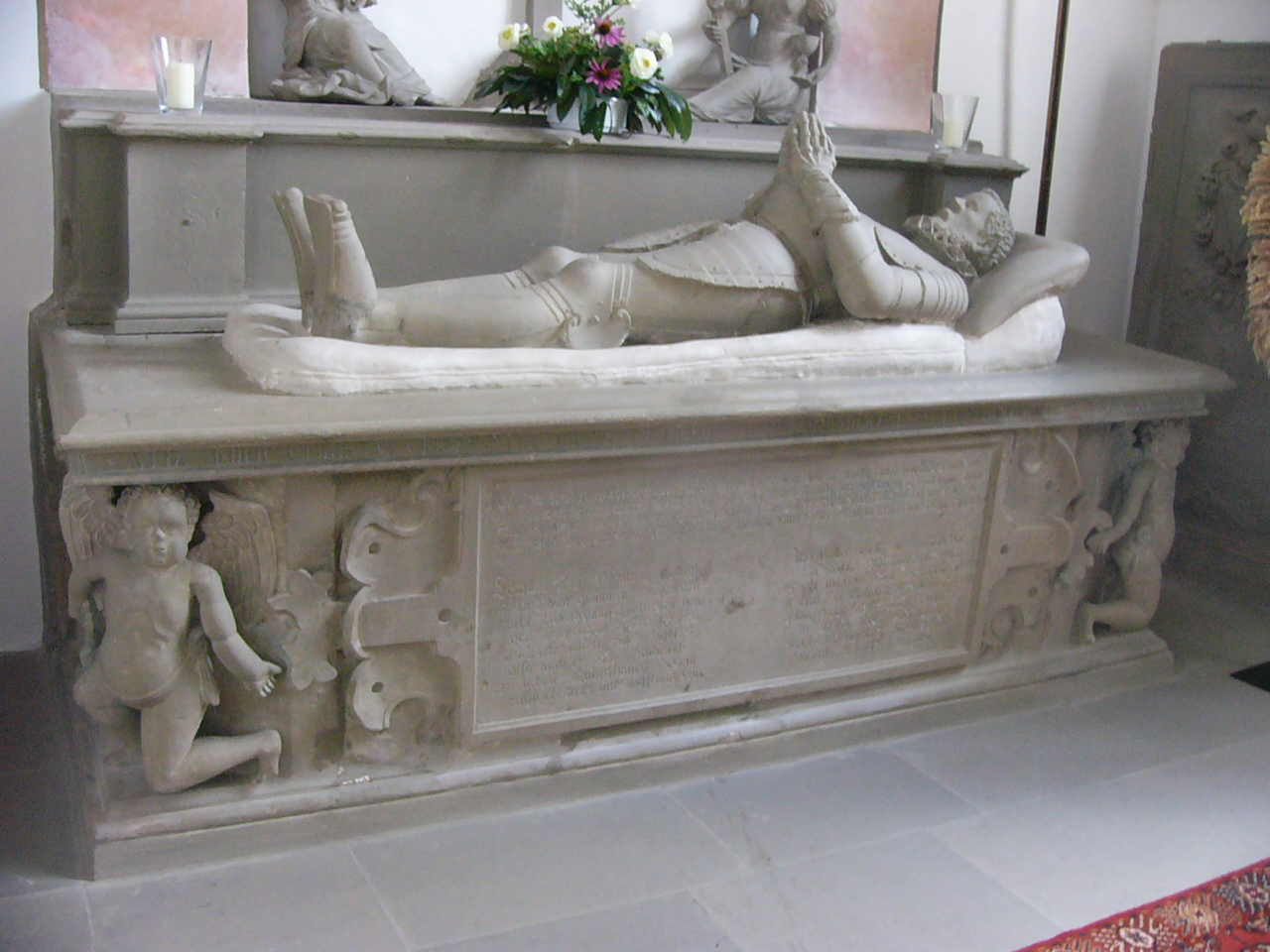
Epitaph des Konrad von Rosenberg in der Johanneskirche von Gnötzheim
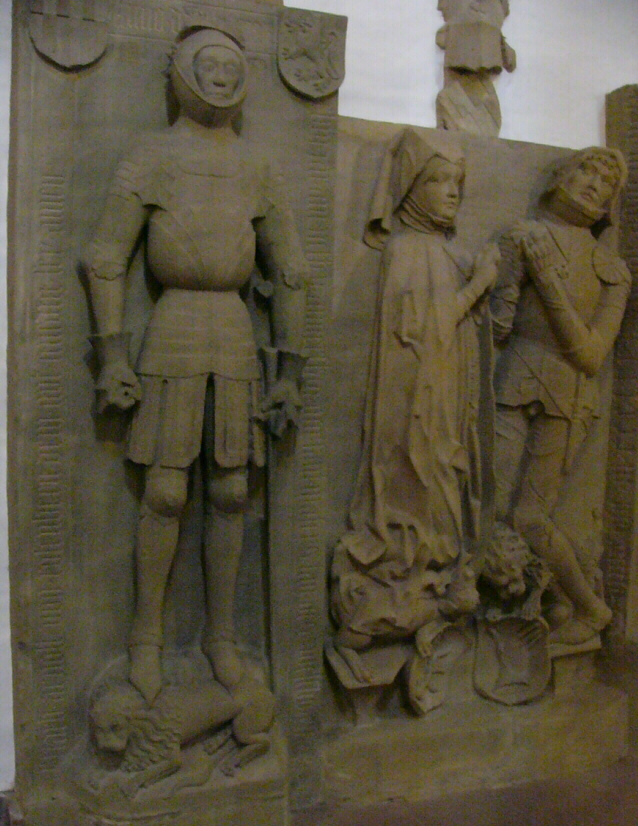
Rosenberger Grabmäler im Frankendom in Boxberg-Wölchingen
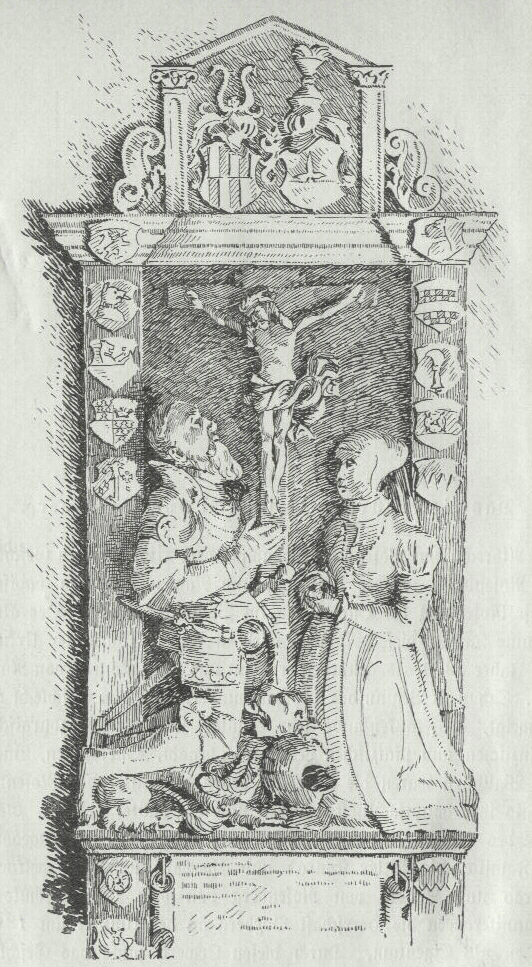
Zeichnung des Grabmals von Albrecht von Rosenberg († 1572) in Unterschüpf

## Das Wappen
Das Wappen der Rosenberg ist geteilt und fünfmal gespalten. Die obere Hälfte zeigt abwechselnd sechs rote und silberne Rechtecke, die untere Hälfte abwechselnd sechs silberne und rote Rechtecke. Auf dem Helm mit rot-silbernen Decken je ein auswärts gewendeter roter und silberner Schwanenhals, die eine goldene Blume umschließen.

### Historische Wappendarstellungen

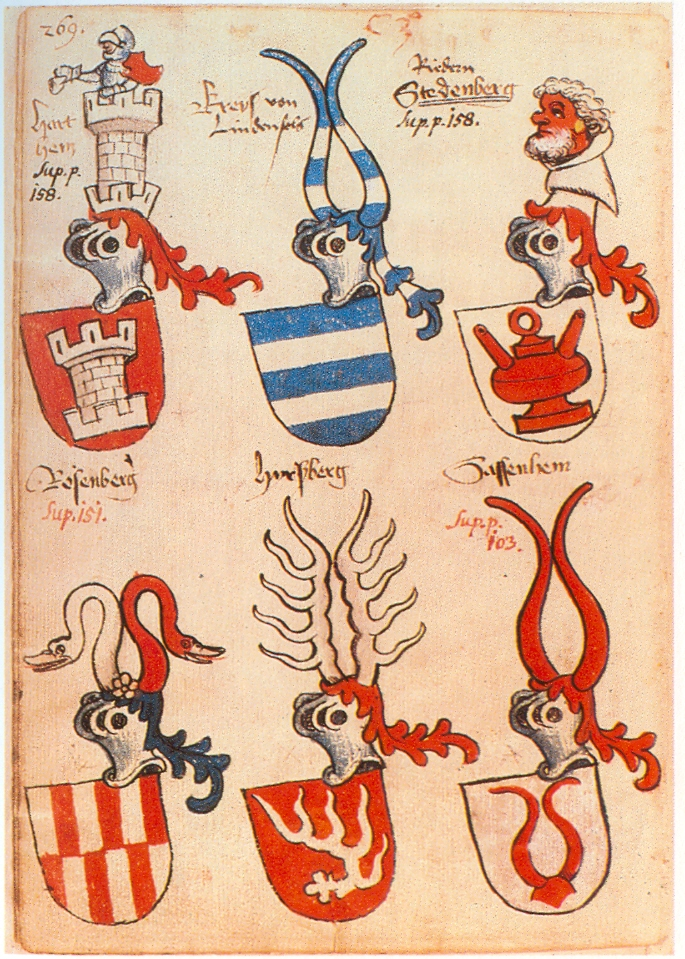
Ingeram-Codex der ehemaligen Bibliothek Cotta
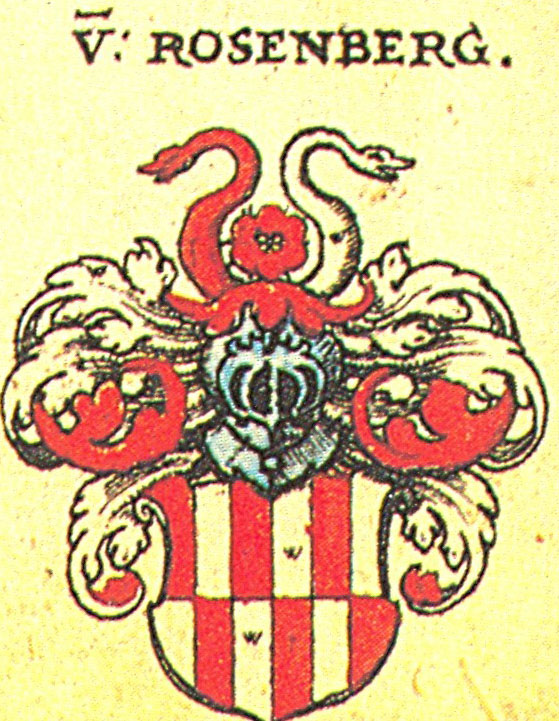
Siebmachers Wappenbuch
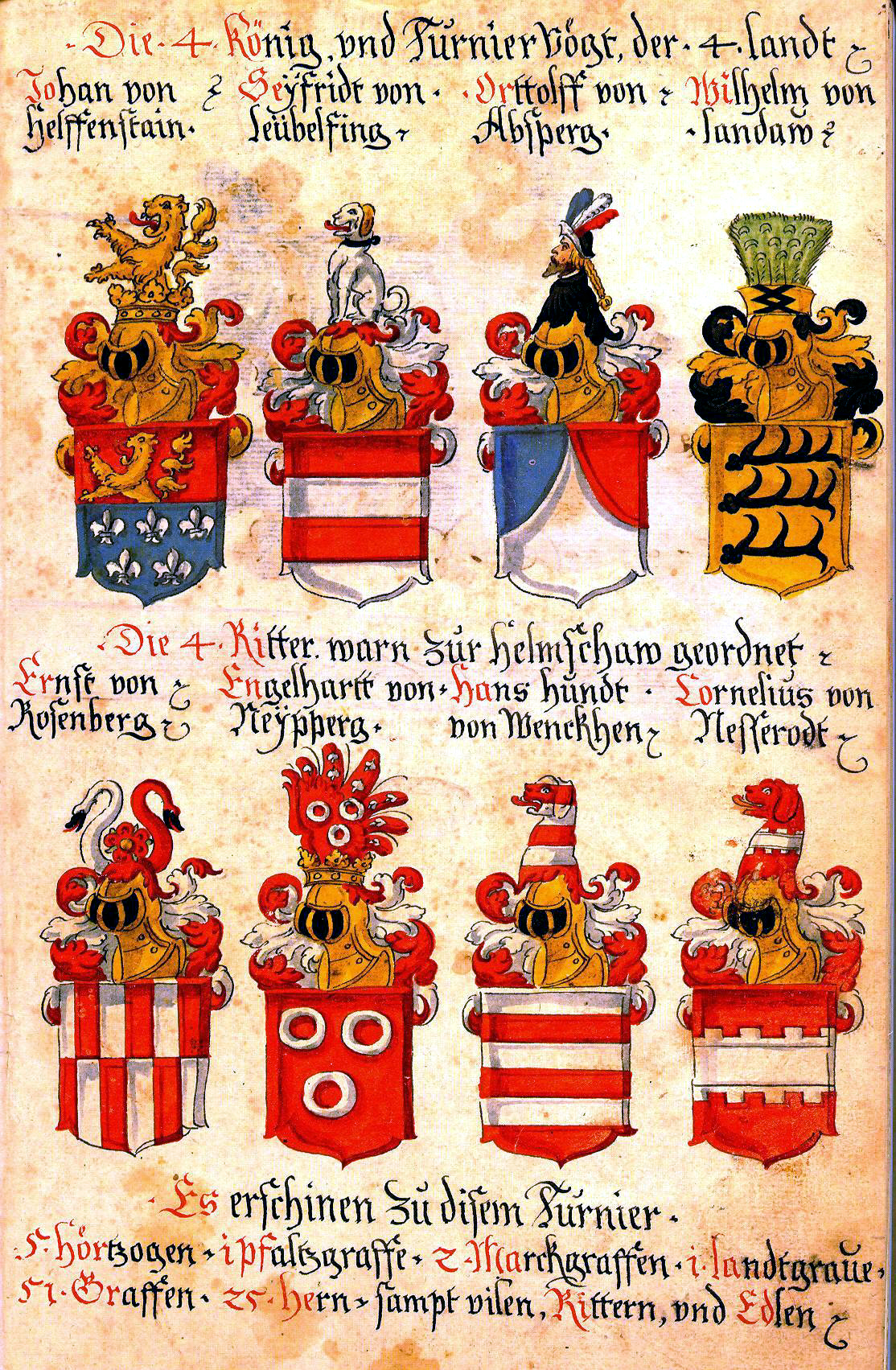
Seite aus dem Codex Rossianus 711
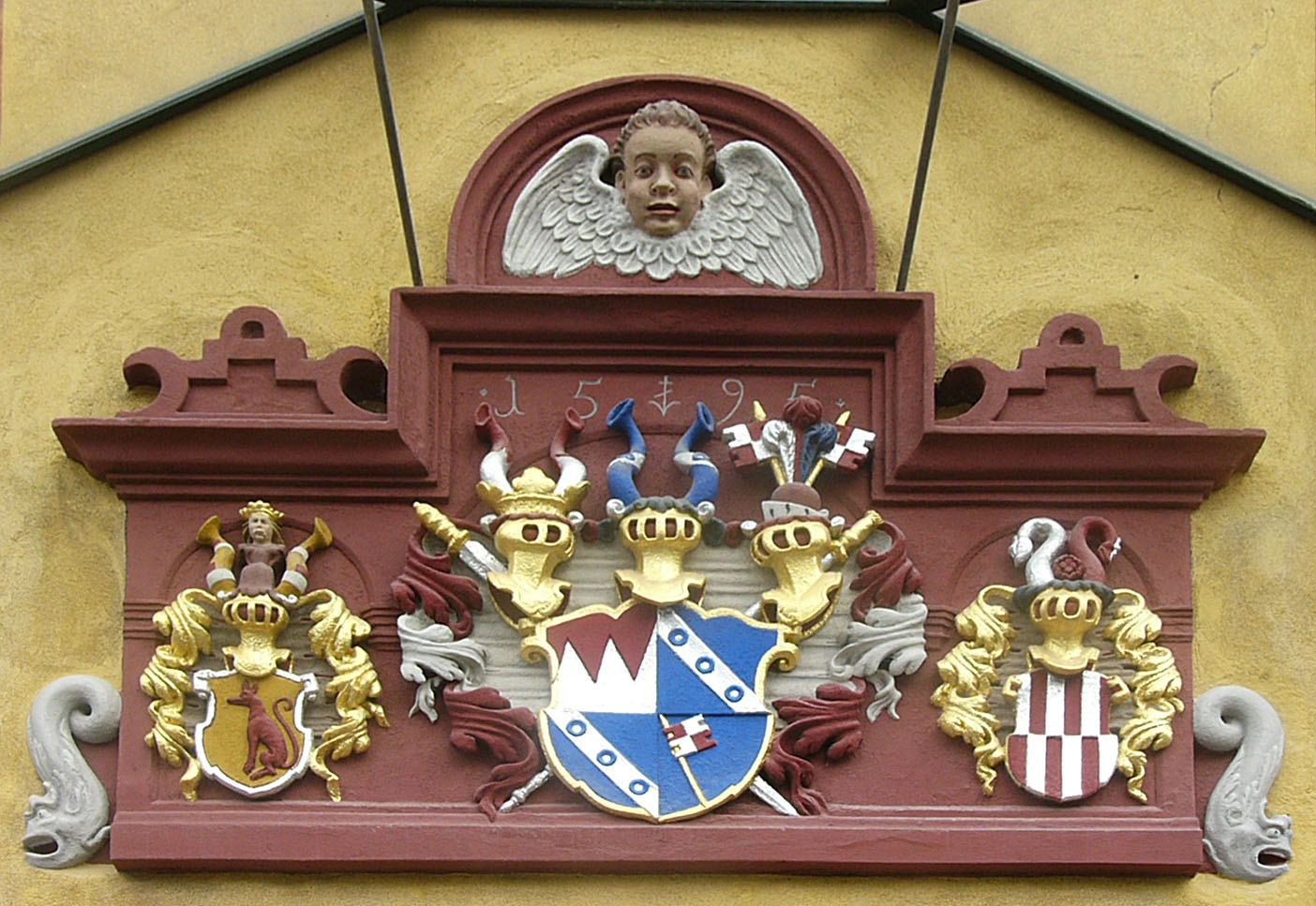
Wappen am Spital von Aub, zentral das Wappen des Würzburger Bischofs Julius Echter von Mespelbrunn, links die Truchseß von Baldersheim
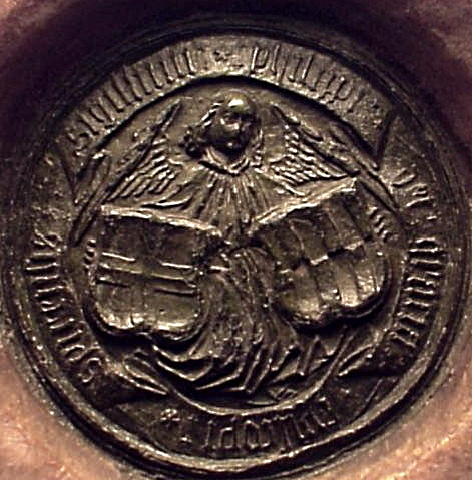
Wappensiegel des Speyerer Bischofs Philipp von Rosenberg

### Ortswappen

Wappen der Gemeinde Martinsheim

## Legende
Ein Rosenberger soll die Bürgermeister von Boxberg unter einem Vorwand zu sich gerufen haben – in der Absicht, sie aufzuhängen. Einer verspätete sich wegen einer Liebschaft. Ein Bauer soll dem Verspäteten zugerufen haben, er solle sich aus dem Staub machen, die anderen würden schon hängen. Heute sollen Kreuze auf einem Berg auf diese Geschichte aufmerksam machen.